# Diplotaxis maya
Diplotaxis maya är en skalbaggsart som beskrevs av Patricia Vaurie 1958. Diplotaxis maya ingår i släktet Diplotaxis och familjen Melolonthidae. Inga underarter finns listade i Catalogue of Life.